# منتخب موريشيوس لكرة القدم للسيدات
منتخب موريشيوس لكرة القدم للسيدات (بالإنجليزية: Mauritius women's national football team)‏ هو ممثل موريشيوس الرسمي في المنافسات الدولية في كرة القدم للسيدات، يديريه اتحاد موريشيوس لكرة القدم.